# Seznam županov Občine Cerkvenjak
Seznam županov Občine Cerkvenjak navaja nosilce te funkcije od ustanovitve občine leta 1998. V oklepajih so navedene začetne in končne letnice županovanja.

## Seznam
- Jože Kraner (1998–2010)
- Marjan Žmavc (2010–)